# Trentacinque (famiglia)
Nobile famiglia abruzzese, originaria di Lucoli.

## Trentacinque dell'Aquila
Le origini della famiglia Trentacinque, e del suo cognome, sono incerte. La famiglia è attestata come autoctona di Lucoli, della quale i suoi membri furono probabilmente castellani, contribuendo alla fondazione della città di L'Aquila nel 1254, e mantenendo fin da quel momento lo status patrizio, producendo costantemente cavalieri, giuristi e letterati. Fra i vari membri si ricordano:
- Alessandro senior (nato nel XV secolo), ambasciatore in rappresentanza della città aquilana presso l'imperatore Carlo V nel 1537.
- Capitano Alfonso (XVI secolo), militare e compagno d'armi di Piero Strozzi.
- Alessandro (1541 – 1599), scrittore, illustre giurista e sindaco di L'Aquila nel 1583. Fu sepolto nella chiesa di Sant'Agostino.
- Giulio, cavaliere dell'Ordine di Santo Stefano papa e martire nel 1594.
- Lucio, vicario generale di Penne.

Questo ramo si estinse nella prima metà del XVIII secolo.

## Trentacinque di Montepeloso
Da L'Aquila un ramo di questa famiglia si trasferì in Basilicata, precisamente a Montepeloso, l'odierna Irsina. Con la cittadina lucana erano intercorsi rapporti fin dal 1600, con un'unione matrimoniale con la nobile famiglia Maffei, del quale palazzo entrarono poi in possesso. Anche questo ramo si estinse nel XVIII secolo, proseguendo nella famiglia De Cillis Trentacinque (i cui membri, pur essendo discendenti della famiglia Trentacinque per linea femminile, ebbero concessa la possibilità del doppio cognome)
Si ricordano:
- Niccolò, nipote del giurista Alessandro, fu Vicario di Trani e del Patriarca di Costantinopoli ed arcidiacono della cattedrale di Montepeloso.
- Anna, Marchesa di Castrovalva, moglie di Giovanni Battista Roberti.
- Nicola (1711), sindaco di Montepeloso.